# موساميدس (أنغولا)
موساميدس هي مدينة، تتبع مقاطعة ناميبي، هي عاصمة مقاطعة ناميبي، بلغ عدد سكانها 255 000 نسمةفي تعداد 2014، تبلغ مساحتها 8٫916 كيلومتر مربع. سميت المدينة بـناميبي بين عامي 1985 و 2016. تتميز موساميدس بمناخ جاف بارد ونباتات صحراوية، لأنها تقع بالقرب من صحراء ناميب.

## المناخ
يظهر الجدول التالي التغييرات المناخية على مدار السنة لناميبي:
| البيانات المناخية لـناميبي         | البيانات المناخية لـناميبي | البيانات المناخية لـناميبي | البيانات المناخية لـناميبي | البيانات المناخية لـناميبي | البيانات المناخية لـناميبي | البيانات المناخية لـناميبي | البيانات المناخية لـناميبي | البيانات المناخية لـناميبي | البيانات المناخية لـناميبي | البيانات المناخية لـناميبي | البيانات المناخية لـناميبي | البيانات المناخية لـناميبي | البيانات المناخية لـناميبي |
| الشهر                              | يناير                      | فبراير                     | مارس                       | أبريل                      | مايو                       | يونيو                      | يوليو                      | أغسطس                      | سبتمبر                     | أكتوبر                     | نوفمبر                     | ديسمبر                     | المعدل السنوي              |
| ---------------------------------- | -------------------------- | -------------------------- | -------------------------- | -------------------------- | -------------------------- | -------------------------- | -------------------------- | -------------------------- | -------------------------- | -------------------------- | -------------------------- | -------------------------- | -------------------------- |
| الدرجة القصوى °م (°ف)              | 34.8 (94.6)                | 34.2 (93.6)                | 37.4 (99.3)                | 38.9 (102.0)               | 40.3 (104.5)               | 38.5 (101.3)               | 36.7 (98.1)                | 27.3 (81.1)                | 30.0 (86.0)                | 30.0 (86.0)                | 33.7 (92.7)                | 31.7 (89.1)                | 40.3 (104.5)               |
| متوسط درجة الحرارة الكبرى °م (°ف)  | 27.0 (80.6)                | 28.0 (82.4)                | 28.9 (84.0)                | 27.9 (82.2)                | 25.8 (78.4)                | 22.4 (72.3)                | 20.6 (69.1)                | 20.9 (69.6)                | 22.4 (72.3)                | 23.6 (74.5)                | 25.3 (77.5)                | 25.9 (78.6)                | 24.9 (76.8)                |
| المتوسط اليومي °م (°ف)             | 23.0 (73.4)                | 24.7 (76.5)                | 25.6 (78.1)                | 24.2 (75.6)                | 21.1 (70.0)                | 18.3 (64.9)                | 17.4 (63.3)                | 17.9 (64.2)                | 19.2 (66.6)                | 20.4 (68.7)                | 21.9 (71.4)                | 22.5 (72.5)                | 21.4 (70.5)                |
| متوسط درجة الحرارة الصغرى °م (°ف)  | 19.1 (66.4)                | 19.8 (67.6)                | 20.7 (69.3)                | 18.7 (65.7)                | 14.7 (58.5)                | 12.8 (55.0)                | 13.0 (55.4)                | 13.8 (56.8)                | 14.9 (58.8)                | 15.9 (60.6)                | 17.1 (62.8)                | 17.7 (63.9)                | 16.5 (61.7)                |
| أدنى درجة حرارة °م (°ف)            | 13.0 (55.4)                | 12.1 (53.8)                | 12.6 (54.7)                | 10.2 (50.4)                | 7.4 (45.3)                 | 4.5 (40.1)                 | 6.5 (43.7)                 | 5.2 (41.4)                 | 7.2 (45.0)                 | 8.2 (46.8)                 | 10.5 (50.9)                | 11.2 (52.2)                | 4.5 (40.1)                 |
| الهطول مم (إنش)                    | 7.2 (0.28)                 | 10.0 (0.39)                | 17.1 (0.67)                | 9.7 (0.38)                 | 0.1 (0.00)                 | 0.1 (0.00)                 | 0.2 (0.01)                 | 0.2 (0.01)                 | 0.3 (0.01)                 | 1.1 (0.04)                 | 2.1 (0.08)                 | 2.9 (0.11)                 | 51.0 (2.01)                |
| متوسط أيام هطول الأمطار (≥ 0.1 mm) | 2                          | 2                          | 3                          | 2                          | 0                          | 0                          | 0                          | 1                          | 0                          | 1                          | 1                          | 1                          | 13                         |
| متوسط الرطوبة النسبية (%)          | 80                         | 79                         | 78                         | 79                         | 82                         | 84                         | 84                         | 85                         | 84                         | 83                         | 80                         | 79                         | 81                         |
| ساعات سطوع الشمس الشهرية           | 210.8                      | 209.1                      | 232.5                      | 231.0                      | 217.0                      | 141.0                      | 105.4                      | 111.6                      | 129.0                      | 155.0                      | 213.0                      | 220.1                      | 2٬175٫5                    |
| ساعات سطوع الشمس اليومية           | 6.8                        | 7.4                        | 7.5                        | 7.7                        | 7.0                        | 4.7                        | 3.4                        | 3.6                        | 4.3                        | 5.0                        | 7.1                        | 7.1                        | 6.0                        |
| المصدر: الأرصاد الجوية الألمانية   |                            |                            |                            |                            |                            |                            |                            |                            |                            |                            |                            |                            |                            |

## أعلام
- ويلسون
- جواو تيكسيرا بينتو
- أنطونيو مونتيرو
- كارلوس كاسترو